# Fannette Charvier
Fannette Charvier (ur. 31 grudnia 1984 w Annecy) – francuska polityk reprezentująca partię La République En Marche! W wyborach parlamentarnych czerwcu 2017 została wybrana do francuskiego Zgromadzenia Narodowego, w którym reprezentuje departament Doubs.